# Marathon de Chicago
Le Marathon de Chicago, désormais connu sous le nom de Bank of America Chicago Marathon, par application d'un naming, est l'un des principaux marathons mondiaux. À ce titre, il figure au calendrier du World Marathon Majors, compétition internationale qui regroupe depuis 2006 les six plus grands marathons au monde : les marathons de Berlin, Boston, Chicago, Londres, New York et de Tokyo, auxquels s'ajoutent le marathon des Championnats du monde d'athlétisme et des Jeux olympiques les années où se déroulent ces compétitions.
Reconnu comme étant l'un des marathons les plus rapides au monde, son édition de 1999 a été le support d'une nouvelle performance mondiale de tous les temps, établie par l'Américain Khalid Khannouchi en 2 h 5 min 42 s, temps qui constitue jusqu'en 2009 le record de l'épreuve. En 2023, le Kényan Kelvin Kiptum établit un nouveau record du monde en 2 h 0 min 35 s, devenant le premier homme à courir un marathon en moins de 2 h 1 min. La Britannique Paula Radcliffe a également établi un record du monde sur ce parcours en 2002 en 2 h 17 min 18, temps qu'elle battra l'année suivante à Londres.

## Histoire

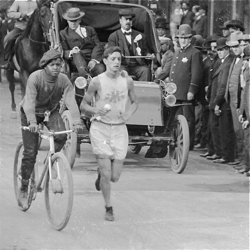
Louis Marks lors de la première édition de 1905

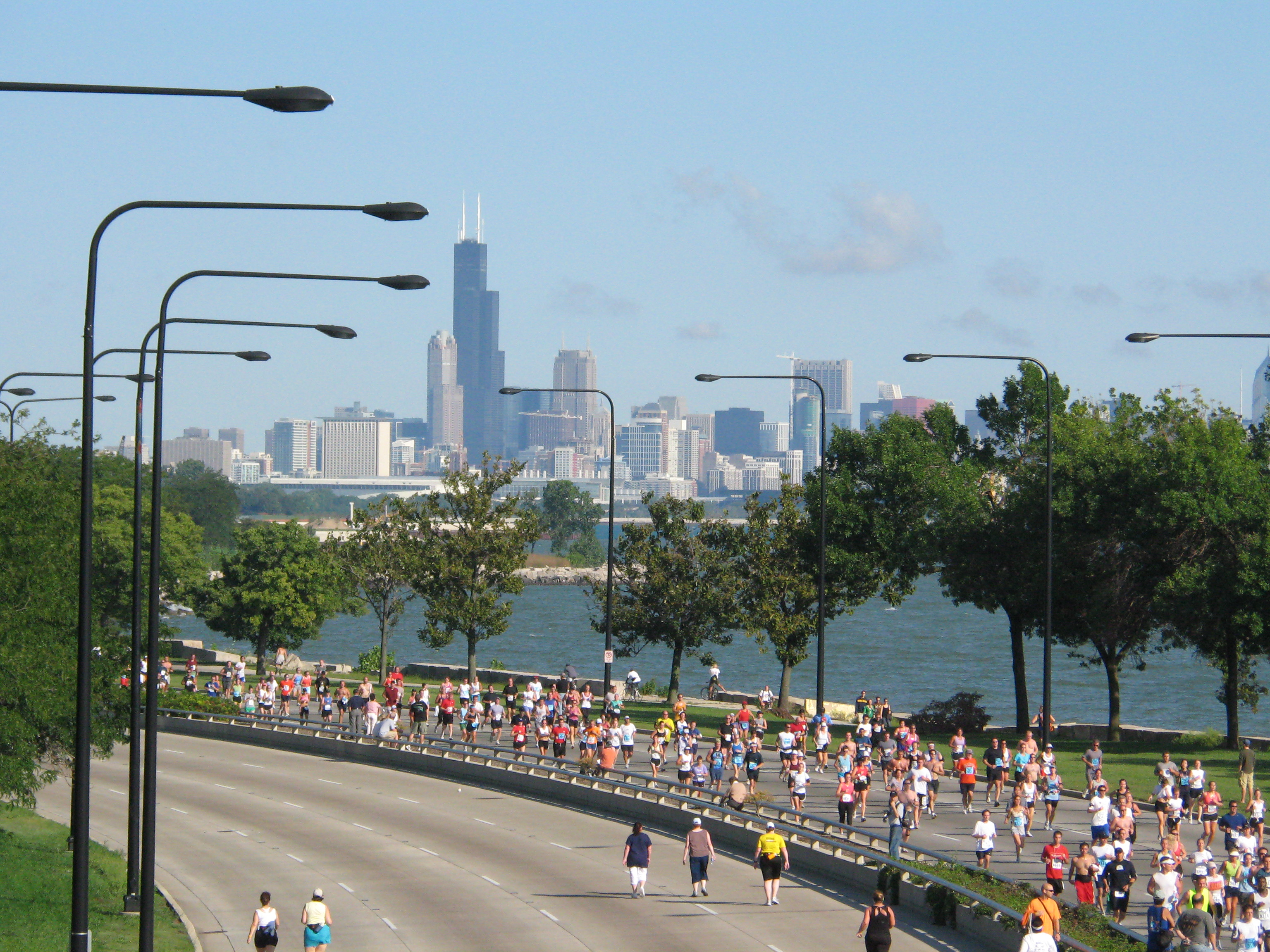
Chaque année, le Marathon de Chicago emprunte Lake Shore Drive.

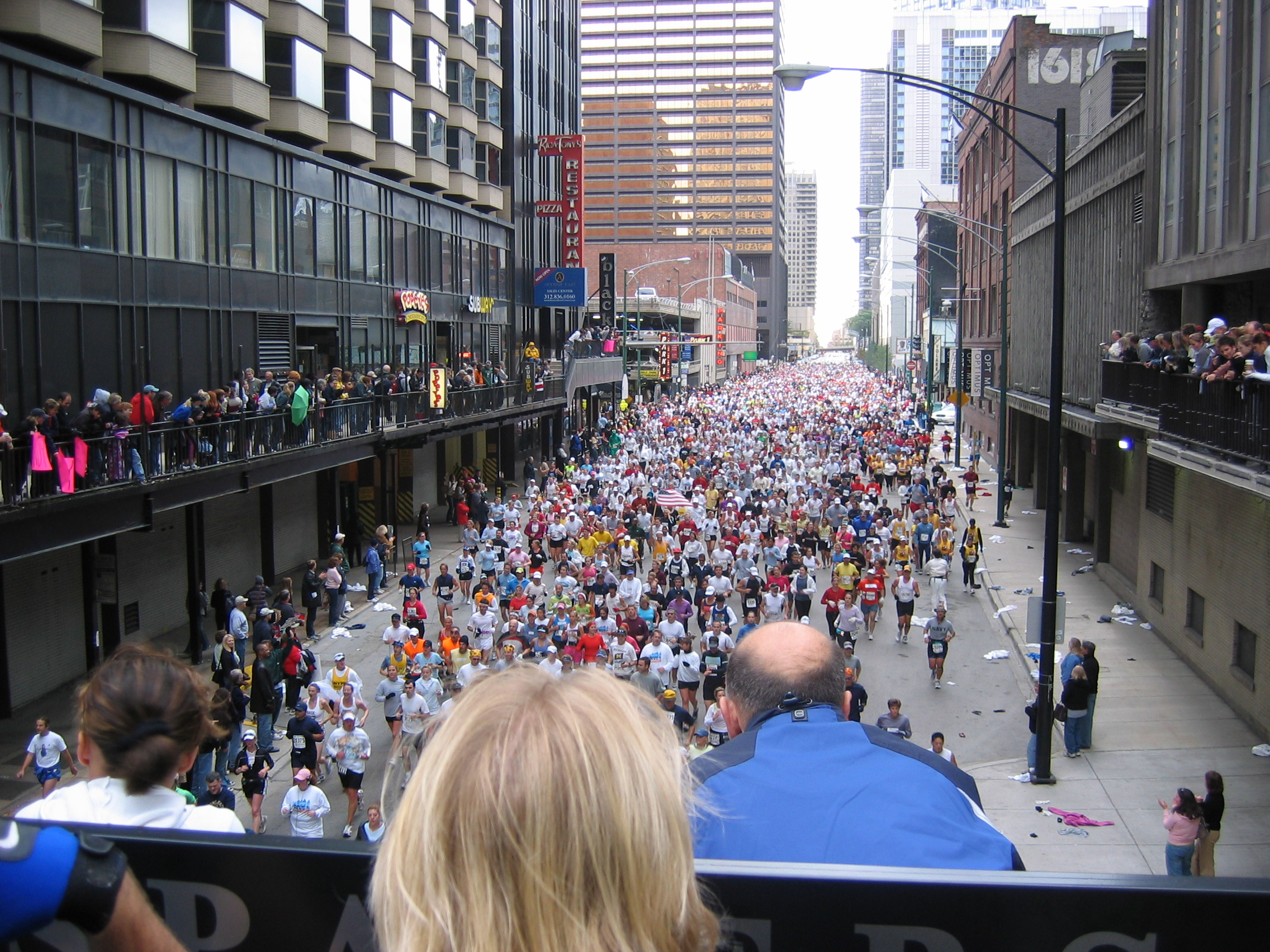
Passage dans le quartier du Loop.

La première édition se déroule le samedi 23 septembre 1905. Quinze coureurs débutent la course, organisée par l'Illinois Athletic Club. Seulement sept coureurs franchissent la ligne d'arrivée, la victoire étant remportée par Ruthd Metzner.
La course continue jusqu'en dans les années 1920 où la course se termine.
La course renait le 25 septembre 1977 sous l'impulsion d'un groupe de cinq personnes: Wayne Goeldner, Wendell « Wendy » Miller, Bill Robinson, Sharon Mier, et le Dr Noel Nequin. La première édition porte le nom de Mayor Daley Marathon en mémoire de l'ancien maire de Chicago Richard Daley.
Le Marathon prend peu à peu de l'importance, grâce en partie à l'arrivée de sponsors qui permettent de proposer des bourses importantes afin d'attirer de grands coureurs. En 1984, la bourse est ainsi de 250 000 $, dépassant la bourse du Marathon de New York de 50 000 $. Les vainqueurs, le Britannique Steve Jones et la Portugaise Rosa Mota empochent 35 000 $.
Durant le milieu des années 1980, la course féminine accueille les plus grandes athlètes de la discipline, avec Rosa Mota, qui remportera le titre olympique à Séoul, l'Américaine Joan Benoit, première championne olympique de la spécialité aux jeux olympiques de Los Angeles ou la Norvégienne Ingrid Kristiansen, qui compte plusieurs victoires à Londres, Boston et New York.
Après une perte de sponsor dans le début des années 1990, le Marathon connait une petite baisse en qualité et participation. Puis en 1993, le Marathon trouve un nouveau sponsor LaSalle Bank qui donne son nom à l'épreuve.
À la fin des années 1990 et au début des années 2000, les excellents résultats se succèdent tant chez les hommes que chez les femmes. Le Marocain Khalid Khannouchi (il obtient ensuite la nationalité américaine) remporte quatre titres, établissant un record du monde lors de l'édition de 1999 en 2 h 05 min 42. Chez les femmes, la Kényane Catherine Ndereba établit également un record mondial en 2001, année où elle se succède à elle-même au palmarès. L'année suivante, c'est la Britannique Paula Radcliffe qui abaisse encore le record de la distance.
Lors de l'édition 2023, le Kényan Kelvin Kiptum remporte le marathon en établissant un nouveau record du monde en 2 h 0 min 35 s. Il devient le premier homme à courir un marathon en moins de 2 h 1 min, améliorant l'ancien record d'Eliud Kipchoge de plus de 30 secondes.
Lors de l'édition 2024, la Kényane Ruth Chepngetich remporte le marathon en établissant un nouveau record du monde en 2 h 9 min 56 s. Elle devient la première femme à courir un marathon en moins de 2 h 10 min, améliorant l'ancien record de Tigst Assefa de presque de 2 minutes.

## Palmarès

### Hommes

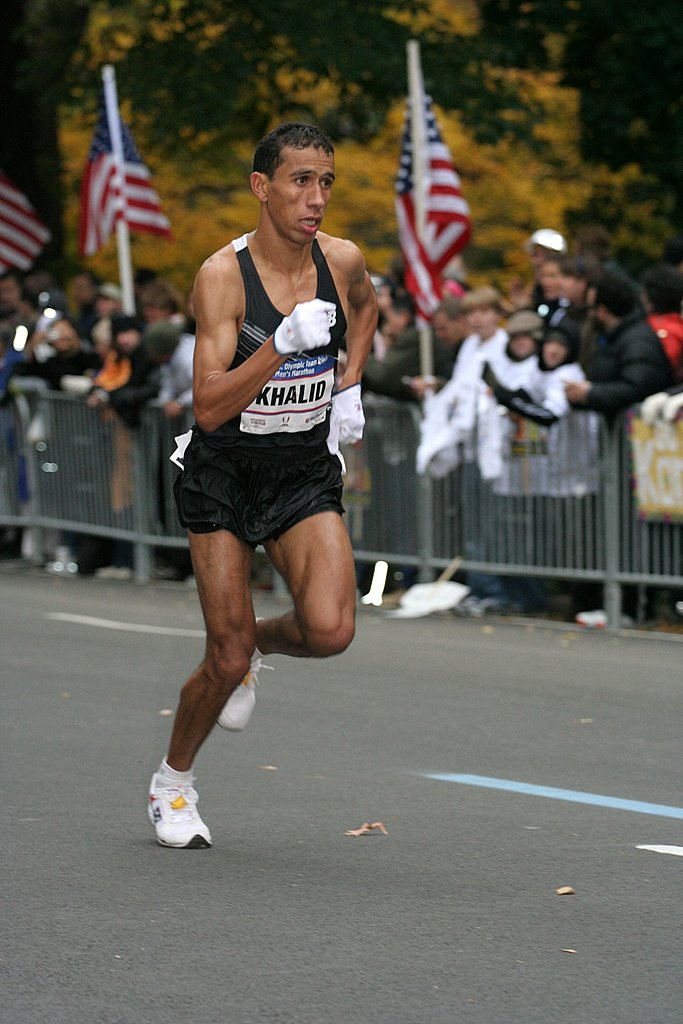
L'Américain d'origine marocaine Khalid Khannouchi a remporté la course quatre fois

Record de l'épreuve
| Date | Athlète                                     | Nationalité                                 | Temps                                       |
| ---- | ------------------------------------------- | ------------------------------------------- | ------------------------------------------- |
| 1977 | Dan Cloeter                                 | États-Unis                                  | 2 h 17 min 52 s                             |
| 1978 | Mark Stanforth                              | États-Unis                                  | 2 h 19 min 20 s                             |
| 1979 | Dan Cloeter                                 | États-Unis                                  | 2 h 23 min 20 s                             |
| 1980 | Frank Richardson                            | États-Unis                                  | 2 h 14 min 04 s                             |
| 1981 | Phil Coppess                                | États-Unis                                  | 2 h 16 min 13 s                             |
| 1982 | Greg Meyer                                  | États-Unis                                  | 2 h 10 min 59 s                             |
| 1983 | Joe Nzau                                    | Kenya                                       | 2 h 09 min 44 s                             |
| 1984 | Steve Jones                                 | Royaume-Uni                                 | 2 h 08 min 05 s (MPM)                       |
| 1985 | Steve Jones                                 | Royaume-Uni                                 | 2 h 07 min 13 s                             |
| 1986 | Toshihiko Seko                              | Japon                                       | 2 h 08 min 27 s                             |
| 1987 | Semi-marathon                               | Semi-marathon                               | Pas de marathon                             |
| 1988 | Alejandro Cruz                              | Mexique                                     | 2 h 08 min 57 s                             |
| 1989 | Paul Davies-Hale                            | Royaume-Uni                                 | 2 h 11 min 25 s                             |
| 1990 | Martin Pitayo                               | Mexique                                     | 2 h 09 min 41 s                             |
| 1991 | Joseildo Rocha                              | Brésil                                      | 2 h 14 min 33 s                             |
| 1992 | Jose Cesar De Souza                         | Brésil                                      | 2 h 16 min 14 s                             |
| 1993 | Luiz Antonio dos Santos                     | Brésil                                      | 2 h 13 min 14 s                             |
| 1994 | Luiz Antonio dos Santos                     | Brésil                                      | 2 h 11 min 16 s                             |
| 1995 | Eamonn Martin                               | Royaume-Uni                                 | 2 h 11 min 18 s                             |
| 1996 | Paul Evans                                  | Royaume-Uni                                 | 2 h 08 min 52 s                             |
| 1997 | Khalid Khannouchi                           | Maroc                                       | 2 h 07 min 10 s                             |
| 1998 | Ondoro Osoro                                | Kenya                                       | 2 h 06 min 54 s                             |
| 1999 | Khalid Khannouchi                           | Maroc                                       | 2 h 05 min 42 s (MPM)                       |
| 2000 | Khalid Khannouchi                           | États-Unis                                  | 2 h 07 min 01 s                             |
| 2001 | Ben Kimondiu                                | Kenya                                       | 2 h 08 min 52 s                             |
| 2002 | Khalid Khannouchi                           | États-Unis                                  | 2 h 05 min 56 s                             |
| 2003 | Evans Rutto                                 | Kenya                                       | 2 h 05 min 50 s                             |
| 2004 | Evans Rutto                                 | Kenya                                       | 2 h 06 min 16 s                             |
| 2005 | Felix Limo                                  | Kenya                                       | 2 h 07 min 02 s                             |
| 2006 | Robert Kipkoech Cheruiyot                   | Kenya                                       | 2 h 07 min 35 s                             |
| 2007 | Patrick Ivuti                               | Kenya                                       | 2 h 11 min 11 s                             |
| 2008 | Evans Cheruiyot                             | Kenya                                       | 2 h 06 min 25 s                             |
| 2009 | Samuel Wanjiru                              | Kenya                                       | 2 h 05 min 41 s                             |
| 2010 | Samuel Wanjiru                              | Kenya                                       | 2 h 06 min 24 s                             |
| 2011 | Moses Mosop                                 | Kenya                                       | 2 h 05 min 37 s                             |
| 2012 | Tsegaye Kebede                              | Éthiopie                                    | 2 h 04 min 38 s                             |
| 2013 | Dennis Kimetto                              | Kenya                                       | 2 h 03 min 45 s                             |
| 2014 | Eliud Kipchoge                              | Kenya                                       | 2 h 04 min 11 s                             |
| 2015 | Dickson Chumba                              | Kenya                                       | 2 h 09 min 25 s                             |
| 2016 | Abel Kirui                                  | Kenya                                       | 2 h 11 min 23 s                             |
| 2017 | Galen Rupp                                  | États-Unis                                  | 2 h 09 min 20 s                             |
| 2018 | Mohamed Farah                               | Royaume-Uni                                 | 2 h 05 min 11 s (AR)                        |
| 2019 | Lawrence Cherono                            | Kenya                                       | 2 h 05 min 45 s                             |
| 2020 | Annulé en raison de la pandémie de Covid-19 | Annulé en raison de la pandémie de Covid-19 | Annulé en raison de la pandémie de Covid-19 |
| 2021 | Seifu Tura                                  | Éthiopie                                    | 2 h 06 min 12 s                             |
| 2022 | Benson Kipruto                              | Kenya                                       | 2 h 04 min 24 s                             |
| 2023 | Kelvin Kiptum                               | Kenya                                       | 2 h 0 min 35 s (WR)                         |
| 2024 | John Korir                                  | Kenya                                       | 2 h 02 min 43 s                             |

### Femmes

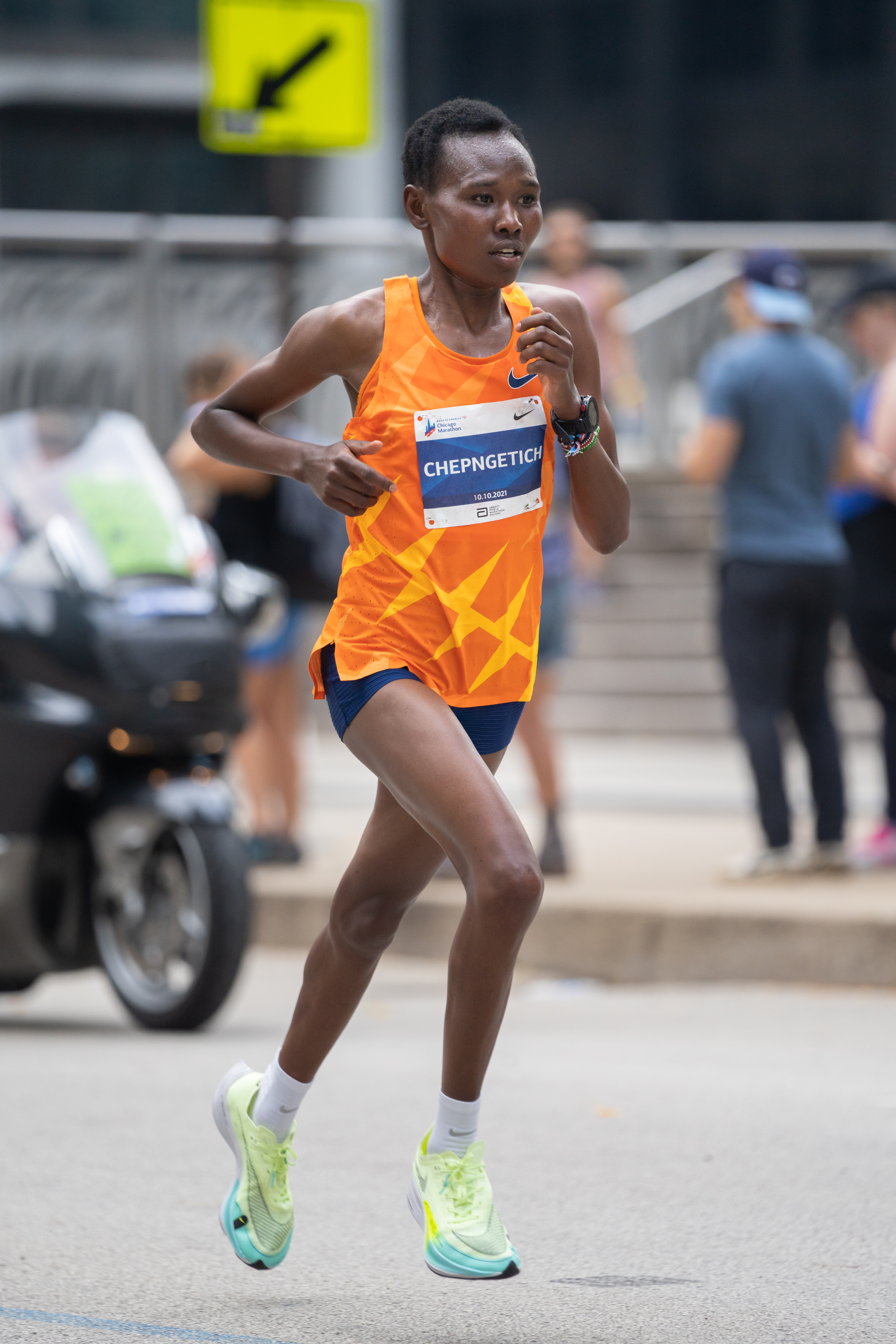
La Kényane Ruth Chepngetich lors de l'édition 2021

Record de l'épreuve
| Date | Athlète                                     | Nationalité                                 | Temps                                       |
| ---- | ------------------------------------------- | ------------------------------------------- | ------------------------------------------- |
| 1977 | Dorothy Doolittle                           | États-Unis                                  | 2 h 50 min 47 s                             |
| 1978 | Lynae Larson                                | États-Unis                                  | 2 h 59 min 25 s                             |
| 1979 | Laura Michalek                              | États-Unis                                  | 3 h 15 min 45 s                             |
| 1980 | Sue Peterson                                | États-Unis                                  | 2 h 45 min 03 s                             |
| 1981 | Tina Gandy                                  | États-Unis                                  | 2 h 49 min 39 s                             |
| 1982 | Nancy Conz                                  | États-Unis                                  | 2 h 33 min 23 s                             |
| 1983 | Rosa Mota                                   | Portugal                                    | 2 h 31 min 12 s                             |
| 1984 | Rosa Mota                                   | Portugal                                    | 2 h 26 min 01 s                             |
| 1985 | Joan Benoit Samuelson                       | États-Unis                                  | 2 h 21 min 21 s (NR)                        |
| 1986 | Ingrid Kristiansen                          | Norvège                                     | 2 h 27 min 08 s                             |
| 1987 | Semi -marathon                              | Semi -marathon                              | Pas de marathon                             |
| 1988 | Lisa Weidenbach                             | États-Unis                                  | 2 h 29 min 17 s                             |
| 1989 | Lisa Weidenbach                             | États-Unis                                  | 2 h 28 min 15 s                             |
| 1990 | Aurora Cunha                                | Portugal                                    | 2 h 30 min 11 s                             |
| 1991 | Midde Hamrin                                | Suède                                       | 2 h 36 min 21 s                             |
| 1992 | Linda Somers                                | États-Unis                                  | 2 h 37 min 41 s                             |
| 1993 | Ritva Lemittinen                            | Finlande                                    | 2 h 33 min 18 s                             |
| 1994 | Kristy Johnston                             | États-Unis                                  | 2 h 31 min 34 s                             |
| 1995 | Ritva Lemettinen                            | Finlande                                    | 2 h 28 min 27 s                             |
| 1996 | Marian Sutton                               | Royaume-Uni                                 | 2 h 30 min 41 s                             |
| 1997 | Marian Sutton                               | Royaume-Uni                                 | 2 h 29 min 03 s                             |
| 1998 | Joyce Chepchumba                            | Kenya                                       | 2 h 23 min 57 s                             |
| 1999 | Joyce Chepchumba                            | Allemagne                                   | 2 h 25 min 59 s                             |
| 2000 | Catherine Ndereba                           | Kenya                                       | 2 h 21 min 33 s                             |
| 2001 | Catherine Ndereba                           | Kenya                                       | 2 h 18 min 47 s (WR)                        |
| 2002 | Paula Radcliffe                             | Royaume-Uni                                 | 2 h 17 min 18 s (WR)                        |
| 2003 | Svetlana Zakharova                          | Russie                                      | 2 h 23 min 07 s                             |
| 2004 | Constantina Tomescu-Dita                    | Roumanie                                    | 2 h 23 min 45 s                             |
| 2005 | Deena Kastor                                | États-Unis                                  | 2 h 21 min 25 s                             |
| 2006 | Berhane Adere                               | Éthiopie                                    | 2 h 20 min 42 s                             |
| 2007 | Berhane Adere                               | Éthiopie                                    | 2 h 33 min 49 s                             |
| 2008 | Lidiya Grigoryeva                           | Russie                                      | 2 h 27 min 17 s                             |
| 2009 | Liliya Shobukhova                           | Russie                                      | 2 h 25 min 56 s                             |
| 2010 | Liliya Shobukhova                           | Russie                                      | 2 h 20 min 25 s                             |
| 2011 | Liliya Shobukhova                           | Russie                                      | 2 h 18 min 20 s                             |
| 2012 | Atsede Baysa                                | Éthiopie                                    | 2 h 22 min 03 s                             |
| 2013 | Rita Jeptoo                                 | Kenya                                       | 2 h 19 min 57 s                             |
| 2014 | Rita Jeptoo                                 | Kenya                                       | 2 h 24 min 35 s                             |
| 2015 | Florence Kiplagat                           | Kenya                                       | 2 h 23 min 33 s                             |
| 2016 | Florence Kiplagat                           | Kenya                                       | 2 h 21 min 32 s                             |
| 2017 | Tirunesh Dibaba                             | Éthiopie                                    | 2 h 18 min 30 s                             |
| 2018 | Brigid Kosgei                               | Kenya                                       | 2 h 18 min 36 s                             |
| 2019 | Brigid Kosgei                               | Kenya                                       | 2 h 14 min 04 s (WR)                        |
| 2020 | Annulé en raison de la pandémie de Covid-19 | Annulé en raison de la pandémie de Covid-19 | Annulé en raison de la pandémie de Covid-19 |
| 2021 | Ruth Chepngetich                            | Kenya                                       | 2 h 22 min 31 s                             |
| 2022 | Ruth Chepngetich                            | Kenya                                       | 2 h 14 min 18 s                             |
| 2023 | Sifan Hassan                                | Pays-Bas                                    | 2 h 13 min 44 s                             |
| 2024 | Ruth Chepngetich                            | Kenya                                       | 2 h 09 min 56 s (WR)                        |